# IAI Ghost (БЛА)
Ghost («Призрак») — беспилотный летательный аппарат.
Дрон разработан израильской компанией Israel Aerospace Industries. Предназначен для ведения наблюдения, патрулирования, разведки и корректировки огневой поддержки. Ghost оснащен видеокамерами дневного и ночного видения. Многоцелевой дрон изготовлен полностью из композитных материалов. Машина оборудована двумя роторами, за счет чего способна к вертикальному взлету и посадке. Он может зависать над определённой точкой местности. Весь комплекс, умещается в двух ранцах.
Благодаря способности к вертикальному взлету и посадке он особенно удобен к использованию в густо застроенных районах. Благодаря по-особому размещенным камерам он способен снимать происходящее вокруг него под разными углами, снять то, что происходит справа или слева, заглянуть под крышу и т. п. Данный дрон призван помочь наземным подразделениям получать разведданные непосредственно в ходе операции.

## ЛТХ
- Масса — 4 кг
- Длина — 145 см (в сложенном состоянии 106 см)
- Ширина — 75 см (в сложенном состоянии 11 см)
- Скорость — 0-35 км/час
- Радиус действия — 4 км
- Продолжительность полёта —  до 30 мин.